# Cordovín
Cordovín település Spanyolországban, La Rioja autonóm közösségben. Cordovín Alesanco, Badarán, Nájera, Cañas és Canillas de Río Tuerto községekkel határos. Lakosainak száma 159 fő (2024).

## Népesség
A település népessége az elmúlt években az alábbi módon változott:
| Lakosok száma | 207  | 220  | 205  | 191  | 182  | 174  | 155  | 156  | 153  | 159  |
|               | 2001 | 2004 | 2007 | 2009 | 2012 | 2014 | 2017 | 2019 | 2022 | 2024 |